# Akte van indemniteit

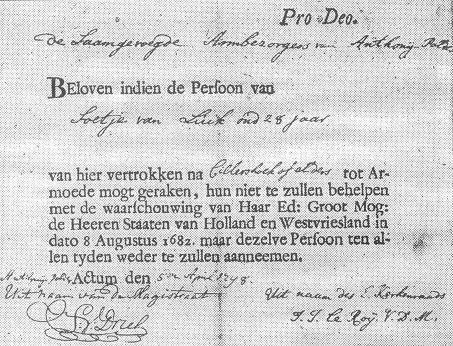
Akte van indemniteit uit 1795 voor Soetje van Luik, 25 jaar, die wilde verhuizen vanuit de "Anthonij-Polder" naar Cillaarshoek

Een akte van indemniteit (ook akte van cautie, borgtocht, ontlastbrief of borgbrief genoemd) was een officiële verklaring van de diaconie of het gerecht van de plaats van herkomst van nieuwe ingezetenen, dat deze de eventueel noodzakelijke bijdrage in de kosten van levensonderhoud voor hen zouden betalen. De Nederlandse plaatsen gingen om deze akte vragen als iemand zich daar wilde vestigen vanwege de groeiende armoede vanaf het eind van de 17e eeuw.
De gewenste geldigheidsduur van die garantieverklaring kon per plaats verschillen. Het was een vooral in de 18e eeuw in veel op het grondgebied van de Republiek der Zeven Verenigde Nederlanden gelegen steden gebruikt ambtelijk middel om de toestroom van arme mensen naar een stad zo veel mogelijk in te dammen. Men had een akte van indemniteit nodig om zich in de stad te kunnen vestigen. Amsterdam is een van de weinige steden die nooit een akte van indemniteit heeft verlangd, omdat men juist om nieuwe instroom van werkkrachten verlegen was.
Als een arme burger zich in een andere stad wilde vestigen moest hij naarmate de 18e eeuw vorderde in zijn nieuwe woonplaats steeds vaker een akte van indemniteit van zijn plaats van herkomst overleggen.
Verhuisde iemand bijvoorbeeld van Leiden naar Rotterdam, dan moest hij daar een getekende akte van indemniteit overleggen. De Leidse diaconie of het Leidse armenbestuur moesten zich in deze akte voor een zekere periode (bijvoorbeeld 5 jaar) voor hem garant stellen, mocht de nieuwe inwoner van Rotterdam aldaar tot armoede vervallen. Zonder een akte van indemniteit was het voor een Leidse arme aan het einde van de 18e eeuw dus zinloos om te proberen naar Rotterdam te verhuizen.
De in archieven bewaarde aktes zijn vaak een bron van informatie over verhuizingen voor 1850.

## Alternatief
Als iemand geen akte van indemniteit kon overleggen, vroeg de vestigingsplaats soms een "akte van renuntiatie" van een nieuwe inwoner. Deze verklaarde daarin geen beroep te zullen doen op financiële ondersteuning in de nieuwe woonplaats.

## Buitenland
Dat ook mensen vanuit het buitenland een akte van indemniteit moesten overleggen als zij zich in een Nederlandse plaats wilden vestigen, blijkt uit een akte die is aangetroffen in het archief van het dorpsbestuur van Zegveld. Deze akte werd op 8 november 1751 uitgeschreven in het Duitse plaatsje Altendiez. De lokale dominee Johann Manderbach en het armbestuur van de Hervormde Kerk verklaren in de akte dat zij garant staan voor Anna Margreda Heubachin, geboren in Altendiez, mocht zij behoeftig worden. Hoelang zij in Zegveld heeft gewoond en wat zij daar kwam doen is niet bekend.